# Музей на солта
Музеят на солта в град Поморие е сред стоте национални туристически обекта в България.
Открит е на 7 септември 2002 г. с финансовата подкрепа на Европейския съюз чрез програма ФАР, това е единственият специализиран музей на солта в Източна Европа. Музеят се състои от експозиционна зала и 20 декара солници на открито, където и до днес се добива сол. Солниците към музея произвеждат сол по същия начин, както това е ставало в древността. Намира се в самия град Поморие, на брега на Поморийско езеро.
Музеят е основан по инициатива на краеведа Иван Шабанов, съосновател и на Музея на картофите в град Клисура.
Музеят работи според два режима (летен и зимен) в зависимост от сезона. В периода 15 септември – 15 юни работи от понеделник до петък от 8:00 до 16:00 ч. През останалата част от годината е отворен от 10:00 до 18:00 ч. всеки ден от седмицата.

## Създаване
Още през 70-те години на XX век ръководството на града взема решение за отделяне на част от територията на бившите градски солници и създаване на т.нар. резерват „Поморийски солници“. Възстановяват се 3 декара солници, работещи по анхиалската технология. На този етап, обаче, това все още не е било музей. През 1998 година на община Поморие е предложено да участва в международния проект „Всичко за солта“ заедно с общини от Гърция, Португалия и Словения.
Една от задачите на този проект е създаване на музей на солта. Бюджетът за Поморие възлиза на 160 000 евро и е финансиран 75 % от програма „Фар“ и 25 % от общината. Като резултат, една стара постройка до музейните солници е основно ремонтирана и преустроена в експозиционна зала и офис, а друга сграда в същия район със стопанско предназначение също е ремонтирана. По-късно с решение на Общинския съвет територията на музейните солници с двете сгради, общо 25 декара, е определена за Музей на солта – общинска собственост. 

## Експозиции и атракции
В откритите солници, част от музея, и до днес се добива сол по „древна анхиалска технология“. Технологията, която според историци се практикува на това място още от V в. н.е., включва извеждането на морската вода от морето през езеро до по-малки басейни. Там водата се изпарява, а останалата солта допълнително кристализира в малки солници. Посетителите имат възможност да наблюдават всеки един етап от този процес. Възстановена е и част от теснолинейка, която в миналото е служела за пренасяне на солта.
В експозиционната зала са изложени снимки от началото на XX век, както и копия на документи от 15 – 19 в., разказващи за производството и търговията със сол през периода. Списъкът с автентични експонати включва традиционни съоръжения и инструменти, като дървени соларски колички, гребла, съдове, сол и други. Експозицията предлага и видеофилми, посветени на добиването на сол, които могат да се гледат на място със съвременни аудиовизуални средства.
Поморийското езеро е важна спирка от миграцията на прелетни птици, част от Виа Понтика. На изкуствени острови в езерото гнездят видове като речни и гривести рибарки, саблеклюн и други. Музеят предоставя възможност за наблюдение на птиците чрез специални камери, монтирани в самите солници.